# Kate Abdo
Kate Giles (8 de septiembre de 1981), más conocida como Kate Abdo, es una periodista y presentadora británica que trabaja para Sky Sports News HQ en Reino Unido.

## Biografía
Nacida en Mánchester el 8 de septiembre de 1981, se graduó por la Universidad de Salford con un BA (Hons) en Lenguas europeas. Como parte de su formación, estudió un curso en Málaga (España) y seis meses en Francia y Alemania. Tiene un dominio fluido de español, francés y alemán, además de su inglés nativo. Estuvo casada con Ramtin Abdolmajid.

## Trayectoria
Kate Abdo condujo el programa World Sport, Deporte Mundial, del canal de televisión CNN desde Londres, dos veces al día. Anteriormente, trabajó para la sección de deportes en DW-TV, un canal alemán de televisión. Abdo se unió a la CNN en julio de 2009. Ha entrevistado a grandes deportistas como Clarence Seedorf, David Ginola, Jackie Stewart, y Lawrence Dallaglio. En agosto de 2011 dejó la CNN y el canal Sky Deutschland. Conduce el canal Sky Sport News HD desde el 1 de diciembre de 2011.
Desde julio de 2013, trabaja para el canal de televisión Sky Sports News en el Reino Unido. Entre otras retransmisiones televisivas, presentó la Coppa Italia 2014 en el canal Sky Sports.
Durante dos años consecutivos, en enero de 2015 y 2016, condujo la gala FIFA Balón de Oro, una ceremonia en la que destacó por su dominio de cuatro lenguas.